# علاء الدين (فلم 2019)
علاء الدين (بالإنجليزية: Aladdin) هو فيلم فنتازيا موسيقي أمريكي من إنتاج أفلام والت ديزني سنة 2019. من إخراج غاي ريتشي، من نص شارك في كتابته مع جون أوجوست، وهو عبارة عن اقتباس مباشر من فيلم رسوم متحركة من إنتاج ديزني عام 1992 يحمل الاسم نفسه، والذي يستند في حد ذاته إلى حكاية علاء الدين في ألف ليلة وليلة. الفيلم من بطولة مينا مسعود ونعومي سكوت وويل سميث ومروان كنزاري ونافيد نجيبان ونسيم بيدراد وبيلي ماجنوسن ونعمان عكار.
في أكتوبر 2016، أعلنت ديزني أن ريتشي سيُنجز نسخة جديدة من فيلم علاء الدين. كان سميث أول عضو ينضم إلى فريق التمثيل، وتم تأكيد قيام مسعود وسكوت بالدورين الرئيسيين في يوليو 2017. بدأ التصوير الرئيسي في شهر سبتمبر في استوديوهات لونج كروس في سري بإنجلترا، كما تم التصوير في صحراء وادي رم في الأردن، واستمر حتى يناير 2018. تم التصوير الإضافي والتقاط الصور في أغسطس 2018.
تم إطلاق علاء الدين في الولايات المتحدة في 24 مايو 2019. وحقّق مليار دولار في جميع أنحاء العالم، ليصبح تاسع أعلى فيلم دخلا في عام 2019، والفيلم الرابع والثلاثين الأكثر دخلا على الإطلاق. حصل الفيلم على آراء متباينة من النقاد، الذين أشادوا بأداء مسعود وسميث وسكوت والأزياء والموسيقى، لكنهم انتقدوا إخراج ريتشي وآثار الصور المنشأة بالحاسوب. أدت التغييرات التي أُجريت على الفيلم الأصلي إلى انقسام النقاد، خاصة بخصوص شخصية جعفر وتصويره.

## القصة
يحاول جعفر، وزير سلطان أغربة، الوصول إلى كهف العجائب للحصول على المصباح السحري الذي يوجد فيه الجني. ولكن يعرف هو وببغائه المتكلم (لاجو) أنه يوجد شخص واحد فقط «جوهرة في الوحل» يمكنه دخول الكهف.
أحبطت ياسمين -ابنة السلطان- من إجبارها على الزواج ورفضت كل الخطاب، ولهذا تهرب إلى سوق اغربة. تلتقي باللص علاء الدين وقرده (عبو)، الذين ظهروا لها في السوق. اكتشف جعفر باستخدام آلة أن علاء الدين هو «الجوهر في الوحل»، وقبض عليه. أمرته ياسمين بالإفراج عنه، ولكن جعفر كذب عليها، وقال أن علاء الدين مات.
تنكر جعفر في زي رجل مسن وأفرج عن علاء الدين من السجن، وذهب به إلى كهف العجائب. وهناك قال لهم النمر الذي على شكل رأس الكهف ألّا يلمسوا شيء سوى مصباح. ويدخل علاء الدين الكهف ويجد بساط سحري قبل العثور على المصباح. يحاول عبو سرقة زمردة وهو الأمر الذي يتسبب في انهيار الكهف، ولكن البساط يساعدهم على الهرب. يحاول جعفر قتل علاء الدين بعد الحصول على المصباح، ولكن عبو يلدغ جعفر، ويستعيد المصباح. ويقع عبو، والبساط، وعلاء الدين في الكهف وبعد انهياره عليهم.
عندما فاق علاء الدين قام بحك المصباح، وأطلق العنان لجني الذي يكتشف أنه سيمنح علاء الدين ثلاثة أمنيات. يخدع علاء الدين الجني ليخرجهم من الكهف من دون استخدام أمنية. وبينما هو يفكر في رغباته، يطلب علاء الدين رأي الجني. يعترف المارد أنه يرغب في الحرية؛ لأنه أسير لمصباحه. ويعده علاء الدين أن يحقق أمنيته ويحرره. في أمنيته الأولى، يطلب علاء الدين أن يصبح أمير ليتمكن من الزواج من ياسمين.
يخطط جعفر لخداع السلطان في الزواج من ياسمين، ثم يقتل كل منهما. ولكن خططه فشلت عندما جاء علاء الدين لقصر السلطان على أنه «الأمير علي». ورفضته ياسمين واعتبرته مهرج. وفي تلك الليلة، قابل علاء الدين ياسمين، وأخذها على البساط السحري. عرفت ياسمين أن علي هو صبي السوق؛ ولكن اخترع علاء الدين قصة أنه كان أحيانًا يتنكر في ثياب العامة هربًا من حياة القصر. وأعادها علاء الدين إلى منزلها وقبلها.
بعد توصيل ياسمين، يخطف جعفر علاء الدين ويأمر حراسه بتقييده ورميه في المحيط. يستدعي علاء الدين الجني الذي ينقذه من الغرق كأمنيته الثانية. يعود علاء الدين إلى القصر ويكشف مؤامرة الوزير لياسمين والسلطان. ويكتشف جعفر شخصية علاء الدين الحقيقية، ويهرب من حرس السلطان. فوجئ السلطان بشجاعة علاء الدين، وقرر أن علاء الدين سيكون خليفته. وواجه علاء الدين مشكلة أخلاقية، وقرر الانتظار قبل أن يتمنى منح الجني الحرية. سرق لاجو مصباح الجني وجلبه لجعفر، الذي تمنى يه أمنيته الأولى في أن يصبح سلطان. والأمنية الثانية لجعفر كانت جعله أقوى ساحر في العالم وأبعد جعفر علاء الدين إلى مكان بعيد.
استخدم علاء الدين البساط السحري للعودة إلى أغربة. صرفت ياسمين انتباه جعفر حتى يحاول علاء الدين سرقة المصباح، ولكن جعفر ينتبه. ويفتخر جعفر بأنه «أقوى من على الأرض»، ولكن يذكره علاء الدين أن الجني أقوى منه. واستعمل جعفر أمنيته الأخيرة في أن يصبح جني ولكن نسي أن الجن كائنات غير حرة. وسقط جعفر في مصباح أسود أخذا ياجو معه. ويرسل الجني المصباح إلى كهف العجائب.
يتمنى علاء الدين للجني الحرية، مما يثير مفاجأة وسعادة الجني. ولأن ياسمين تحب علاء الدين؛ غيّر السلطان القانون حتى يتمكنوا من الزواج. ويرحل الجني لاستكشاف العالم في الوقت الذي احتفل فيه علاء الدين وياسمين بخطوبتهما.

## البطولة
- ويل سميث بدور جيني: جن فكاهي ولطيف لديه القدرة على منح ثلاث أمنيات لمن يمتلك مصباحه السحري. قال سميث إنه كان «مرعوبًا» أثناء لعب الشخصية، لكنه سرعان ما وجد أن هذا الدور المميز يشيد بأداء روبن ويليامز في فيلم الرسوم المتحركة الأصلي، بينما يسمح لويل سميث بإضافة لمسته الخاصة.[6] وصف سميثالشخصية بأنها«محتال ومُوَجِه في نفس الوقت،» فهو يحاول «توجيه علاء الدين إلى حقيقة العظمة الموجودة بداخله».[7] يصور سميث الشخصية جسديًا عندما يكون على شكل إنسان، في حين يتم تصوير شكل الجني الأزرق العملاق الخاص به من خلال أداء التقاط الحركة.[8][9]
- مينا مسعود بدور علاء الدين: هو لص شوارع فقير ولكنه طيب القلب ويحب الأميرة ياسمين إلى حد كبير. قال مسعود إن علاء الدين "يرى لنفسه مستقبلاً أكبر مما تم تحديده له في الوقت الحاضر. إنه لا يعرف بالضبط ما هو أو كيف سيصل إلى هناك، لكنه يعلم أنه موجود هناك في مكان ما"، وشعر مسعود أن علاء الدين لا يهتم لنفسه وعادة يفضل غيره ويقوم بتضحيات من أجل الآخرين، ويتفاقم هذا الأمر عندما يقع في حب الأميرة ياسمين فيفقد ذاته من أجلها، لدرجة أنه يصبح شخصا آخر.لكن لا بد من القول أن علاء الدين شخص طيب ولديه نوايا حسنة ويحيط به أناس طيبون يقودونه إلى حيث يُفْتَرض أن يكون ".[7]
- نعومي سكوت بدور الأميرة ياسمين: ابنة السلطان وأميرة مدينة أغربة. تريد الأميرة أن يكون لها رأي في كيف تعيش حياتها الخاصة دون تدخل وتقع في حب علاء الدين. قالت سكوت أن الشخصية «ستكون قوية وممتعة، ولكنها ستقوم أيضا ببعض الأخطاء وستكون عاطفية إلى حد كبير. إنها امرأة متعددة الأبعاد، وليس عليها أن تختار بعدًا واحدًا للحياة فقط. لذا في هذا الفيلم، تراها تستمر في خوض المغامرات، بهدف الهروب من عزلة الملوك والعثور على رفيق». كما صرحت أن ياسمين ستحاول إيجاد «الشجاعة للتحدث مع ونيابة عن شعبها» [10]، وقالت إن «ياسمين تريد معرفة ما يجري في مملكتها وتقليص المسافة التي تم إنشاؤها بينها وبين رعيتها، ويمنحها علاء الدين الشجاعة لفعل ذلك».[7]
- مروان كنزاري بدور جعفر: ساحر شرير ومخادع متعطش للسلطة ووزير مدينة أغربة، الذي أُحْبِطَ من أساليب السلطان في الحكم، وهو يخطط لمؤامرة للإطاحة بالحاكم من خلال الحصول على مصباح الجني. تم الغوص في خلفية شخصية جعفر في الفيلم، وقال المنتج جوناثان إيريش أن هذا الأمرسيجعل الجمهور «يفهم سبب كونه سيئًا للغاية»،  «وهذا ما يجعله شريرًا جيدًا».[7]
- نافيد نجيبان بدور السلطان: حاكم أغربة الحكيم والنبيل الذي يتوق إلى إيجاد زوج مناسب لابنته ياسمين. عند لعب الشخصية، قال نجيبان «إن التجربة كانت مخيفة للغاية في البداية، خاصة وأن السلطان لديه جمهور كبير. نشأ الكثير من الناس وهم يشاهدون هذه الشخصية، لذلك سيكون لديهم ولا شك توقعات معينة عن الأداء. فالسلطان ليست مجرد شخصية متحركة».[11] وأضاف قائلًا  «بعد أن قرأت النص، شعرت أن إعادة مشاهدة الفيلم الأصلي سوف يلوث رؤيتي لشخصية الحركة الحية. في علاء الدين الجديد، يتمتع السلطان بعمق أكبر وليس صورة كاريكاتورية للأب. ولكن سأدع الجمهور يحكم على الأمر بنفسه».[12]
- بيلي ماجنوسن بدور الأمير أندرس: خطيب وزوج محتمل لياسمين من مملكة سكانلاند.[9][13]
- نينا واديا بدور زولا: تاجرة في السوق. تصف واديا مظهرها بأنه «أكثر من مجرد دور كاميو» حيث كانت هناك حاجة إلى لقطات إضافية.[14]
- ألن توديك كصوت ياغو: رفيق جعفر الساخر والذكي الببغاء القرمزي. في هذا الفيلم، تم تصوير ياغو على أنه طائر أكثر واقعية. ومع ذلك، لا يزال يحتفظ بمزاحه وولاءه لجعفر.[15]
- أعاد فرانك ويلكر إحياء الشخصيات التالية: أبو، كبوشي ذو الخصل، وهو حيوان علاء الدين الأليف والمهووس بالسرقة.[16][17][18]
- راجا، نمر البنغال الأليف الموالي والحامي لياسمين. بالإضافة إلى ذلك، تلعب تيليا بلير وجوردان أ.ناش على التوالي دور ابنة جيني وداليا وابنها ليان وعمر. ويلعب أيضا، روبي هاينز دور رزول، حارس القصر.[19]

## الإنتاج
في 10 أكتوبر 2016 أُعلن أن جاي ريتشي سوف يُخرج فيلمًا حيًا من فيلم علاء الدين إلى والت ديزني بيكتشرز، مع كتابة جون أوغست السيناريو وإلحاق دان لين وجوناثان إيريش كمنتجين للفيلم. وقال الاستوديو إن الفيلم سيكون «غير تقليدي» ليأخذ حكاية علاء الدين محافظًا على العناصر الموسيقية للفيلم الأصلي. فيما يتعلق بالجانب غير التقليدي، كان الاستوديو قد خطط في الأصل لعرض الفيلم في صيغة غير خطية.
في فبراير 2017 قال لين إنهم يبحثون عن طاقم متنوع . بدأت دعوة عالمية لأدوار علاء الدين والأميرة ياسمين في مارس 2017، مع من المقرر أن يتم الإنتاج الرئيسي في المملكة المتحدة من يوليو 2017 حتى يناير 2018. في 19 أبريل 2017 أفيد أن إما غابريال إغليسياس أو ويل سميث كانا في محادثات للعب دورجني المصباح، والتي تم تأكيدها في يوليو. في مايو 2017، أجرت جايد أميليا ثيروال عضوة فرقة ليتل ميكس الغنائية محادثات من أجل دور الأميرةياسمين
في 11 يوليو 2017 تم الإعلان عن تأجيل الإنتاج الرئيسي لبرنامج علاء الدين لمدة شهر حتى أغسطس 2017، بسبب الصعوبات في العثور على الممثل المناسب لتصوير الدور الفخري. خضع أكثر من 2000 ممثل وممثلة تجارب أداء لأدوار علاء الدين والياسمين، لكن العثور على قائد ذكر من أصل شرق أوسطي أو هندي في العشرينات من عمره يمكنه التمثيل والغناء كان صعبًا على المنتجين. كانت نعومي سكوت وتارا سوتاريا آخر ممثلتين في السباق لدور ياسمين، لكن لا يمكن تمثيل أي منهما حتى يتم إجراء اختبار كيمياء مع من سيلقي دور علاء الدين. كان الاستوديو مهتمًا في البداية بـ ديف باتيل أو ريز أحمد لـ علاء الدين، لكن قُرر لاحقًا اختيار وافد جديد نسبيًا. كان أشرف قطت ومينا مسعود وجورج كوستروس من بين الممثلين الذين تم اختبارهم لهذا الدور. تمت استشارة اثنين من المخضرمين في مجال الأفلام الموسيقية:مارك بلات (الذي سيعمل كمنتج تنفيذي) وكريس مونتان قبل اتخاذ القرار النهائي.
في 2017 في 15 يوليو تم الإعلان عن أن مسعود سوف يلعب دور علاء الدين وسكوت في دور الأميرة ياسمين، منهيا المكالمة المفتوحة التي استمرت أربعة أشهر.في 17 يوليو 2017 أُعلن أن ديزني قد وظفت فانيسا تايلور لتلميع السيناريو الأصلي بحلول أغسطس، وتحديدًا بعض «أعمال الشخصيات» وما يسمى «معالجة النص». وفي الوقت نفسه ركز ريتشي والاستوديو على اختيار الممثلين ومن المقرر أن تبدأ الأدوار الرئيسية الأخرى مع التصوير في أغسطس في لندن. في أغسطس انضم الممثل الهولندي مروان كنزاري إلى فريق التمثيل في دور جعفر، مع تمثيل نسيم بيدراد في دور تم إنشاؤه حديثًا كـ «خادمة يدوية وصديقة ياسمين» التي تمثل «إغاثة كوميدية». تم تعيين نعمان أكار للعب دور حكيم، في الشهر التالي انضم بيلي ماجنوسن إلى فريق الممثلين في دور تم إنشاؤه حديثًا مثل الأمير أندرس، جنبًا إلى جنب مع نافيد نيجبان كسلطان.في نوفمبر 2017 تم اختيار روبي هاينز في دور رازول، بينما أُعلن فرانك ويلكر عن إعادة تمثيل دوره في دور القرد عبو.
. في 20 ديسمبر 2018 قال جيلبرت جوتفريد إنه لم يُطلب منه إعادة تمثيل دوره في الفبلم لاغو ببغاء جعفر الأليف. في مارس 2019 تم الإعلان عن قيام ألن توديك بأداء الدور. في مايو 2019 أُعلن أن ويلكر يعيد تمثيل دوره في دور راجا نمر الأميرة ياسمين الأليف، وأكد المقطع الدعائي أن ويلكر سيعيد تمثيل دوره ككهف العجائب أيضًا.

### التصوير
بدأ التصوير الرئيسي في 6 سبتمبر 2017 في Longcross Studios في سري في إنجلترا، وتم في 24 يناير 2018. تم تصوير جزء من الفيلم في صحراء وادي رم في الأردن. قدمت الهيئة الملكية للأفلام الدعم للإنتاج أثناء التصوير وساعدت في تسهيل الخدمات اللوجستية. تمت إعادة إطلاق النار خلال أغسطس 2018. تم تصميم مجموعات إنتاج الفيلم بواسطة مصممة إنتاج صراع العروش جيما جاكسون. يضم المسلسل الموسيقي «الأمير علي» 1000 راقص وإضافات. وكثيرا ما كان يرتجل سميث طوال الفيلم. كما كشف مسعود أن مشهدًا كاملاً يلتقي فيه الأمير علي والجني بالعائلة المالكة للمرة الأولى كان مرتجلًا من قبل الممثلين.

### الجدل
أثار قرار تعيين سكوت ابنة لأب إنكليزي وأم غوجاراتية أوغندية هندية لتلعب دور البطولة الأميرة ياسمين انتقادات، فضلا عن اتهامات بالعنصرية، حيث توقع بعض المعلقين أن يذهب الدور لممثلة من أصل عربي أو شرق أوسطي. في ديسمبر 2018 قالت جولي آن كروميت نائبة رئيس المشاركة متعددة الثقافات في ديزني إن قرار اختيار سكوت في دور ياسمين يعكس الاختلاط أو الارتباط بين الثقافات المختلفة في المنطقة الواسعة التي تتكون من الشرق الأوسط وجنوب آسيا والصين بالتبعية - الكل منها طريق الحرير.وذكرت أن أغربة يقصد أن تكون مركز طريق الحرير، وأضافت أن والدة ياسمين ستكون من أرض أخرى ليست أغربة.
أثار قرار اختيار ماغنوسن كشخصية بيضاء جديدة، انتقادات من المعجبين والمعلقين. لقد اعتبروه «غير ضروري» و«مسيء»، متهمين الفيلم بالتبييض، بينما أشاروا أيضًا إلى المفارقة فيما يتعلق بالبحث العالمي عن ممثلين وممثلات للعب دور البطولة فيما يتعلق بالجدل.
في يناير 2018 تم التقرير عن تطبيق مكياج بني أثناء التصوير من أجل «الاندماج»، مما تسبب في غضب وإدانة بين المعجبين والنقاد، ووصف هذه الممارسة بأنها «إهانة للصناعة بأكملها» بينما يتهم المنتجين بعدم تجنيد أشخاص من الشرق الأوسط أو شمال إفريقيا. ردت ديزني على الجدل قائلة: «كان تنوع الممثلين وفناني الأداء في الخلفية مطلبًا وفقط في عدد قليل من الحالات عندما كان الأمر يتعلق بالمهارات المتخصصة والسلامة والتحكم كان يتم مزج طاقم العمل».

## الموسيقى
تم إحضار ألان مينكين لتأليف التوزيع الموسيقي للفيلم، بعد أن قام بذلك لفيلم الرسوم المتحركة الأصلي. كتب بول & باسيك أغنية جديدة مع مينكين، وظهرت العديد من الأغاني من الفيلم الأصلي لمينكين، وهوارد أشمان، وتيم رايس في النسخة الجديدة.
قام آلان مينكين بتأليف موسيقى الفيلم الجديد، تماماً كما قام بذلك في فيلم علاء الدين لعام 1992 وفي إنتاجات ديزني الأخرى مثل حورية البحر، الجميلة والوحش، بوكاهونتاس ورابونزل. اعتبارًا من أغسطس 2017، تم الإعلان أن الثنائي باسيك وبول، اللذين عملا سابقًا في عدة أفلام ناجحة مثل لا لا لاند وأعظم رجل استعراض، سيقومان بكتابة أغانٍ جديدة للفيلم، جنبًا إلى جنب مع تيم رايس، آلان مينكين وناس نوكاس. لقد عمل هوارد أشمان، وهو أحد مؤلفي الأغاني في فيلم علاء الدين لعام 1992، جنبًا إلى جنب مع آلان مينكين لإحياء موسيقى الفيلم.
يحتوي الفيلم على أغنية سبيشلس، التي تؤديها نعومي سكوت بالإنجليزية. في 23 مايو 2019، قدمت أفلام والت ديزني أغنية سبيشلس المخطط لها لفيلم علاء الدين لعام 1992 ولكنها أُدمجت في فيلم علاء الدين لسنة 2019.

## الإصدار
أُقيم العرض العالمي الأول لفيلم علاء الدين في سينما (Grand Rex) في باريس بفرنسا، بتاريخ 8 مايو 2019. تم إصداره في صيغ 3D ودولبي سينما وآيماكس 3D و4DX بواسطة والت ديزني ستوديوز موشن بيكشرز في 24 مايو 2019، ليحل محل تاريخ الإصدار الأصلي المحدد لفيلم حرب النجوم: الحلقة التاسعة. كان من المقرر إطلاق الفيلم في الأصل في 20 ديسمبر 2019. ولكن في 12 سبتمبر 2017، تم نقل الفيلم إلى 24 مايو 2019.
كان العرض الإقليمي الأول لعلاء الدين في الأردن في 13 مايو 2019، بحضور الأمير علي بن حسين والأميرة ريم علي.

### التسويق
ظهرت صورة ويل سميث على الملصق الرسمي في 10 أكتوبر 2018. تم إصدار المقطع الدعائي في اليوم التالي. في ديسمبر 2018، عرضت إنترتينمنت ويكلي أول صورة رسمية  لطاقم التمثيل على غلاف العدد الخاص بهم لأكثر الأفلام المنتظرة لعام 2019. في 10 فبراير 2019، عرضت ديزني نظرة خاطفة خاصة على الفيلم خلال حفل توزيع جوائز الغرامي الحادي والستين، والتي قوبلت بتعليقات سلبية من الجمهور، ويرجع ذلك أساسًا إلى جودة تصميم الجني الأزرق، الذي تم إنشاؤه عبر تأثيرات التقاط الحركة. أثار الاستقبال السلبي عددًا كبيرًا من الميمات وتعديلات فوتوشوب الساخرة من مظهر ويل سميث في النظرة الخاطفة للجني، والتي قارنها العديد من الناس مع توبياس فونكي  (من مسلسل عائلة بلوث) باللون الأزرق في محاولة للانضمام إلى فريق الرجال الزرق وهي شركة أمريكية لفنون الأداء. في 12 مارس 2019، عرضت ديزني مقطعًا دعائيًا ثانيًا في برنامج صباح الخير يا أمريكا. حظي المقطع الدعائي باستقبال إيجابي هذه المرة، حيث اشتمل على العديد من الأغاني من الفيلم الأصلي وعِدَّة أغان لويل سميث. تلقت مشاهد التقاط الحركة الخاصة به رضًا أكبر أيضًا، على الرغم من إصرار بعض النقاد على رأيهم الأول.

### الكتب
تم نشر رواية مرتبطة بالفيلم الجديد من طرف ديزني للنشر في جميع أنحاء العالم في 9 أبريل 2019.

### الإصدارات المنزلية
تم إصدار علاء الدين في ديجيتال إتش دي للتوزيع الرقمي في 27 أغسطس 2019، وتم إصداره في نسخ أُلترا إتش راي بلو راي،بلو راي ودي في دي في 10 سبتمبر.
ظهر علاء الدين لأول مرة على ديزني+ في 8 يناير 2020. مع توفره على خدمة هوتستار ابتداءًا من 3 أبريل 2020؛ تم إصداره في الهند بلغات متعددة.

## الاستقبال

### شباك التذاكر
بلغت أرباح علاء الدين 356.6 مليون دولار في كلٍ من الولايات المتحدة وكندا، و695.1 مليون دولار في دول أخرى، ليصبح المجموع العالمي 1.051 مليار دولار، مقابل ميزانية إنتاج قدرها 183 مليون دولار. تجاوز الفيلم حاجز المليار دولار في 26 يوليو 2019، ليصبح الفيلم الحادي والأربعين الذي يصل إلى هذا الإنجاز. تم حساب صافي أرباح الفيلم من طرف ددلاين هوليوود باحتساب جميع النفقات والإيرادات معًا وقد بلغ مجموعها 356 مليون دولار.
في الولايات المتحدة وكندا، تم إصدار علاء الدين جنبًا إلى جنب مع أفلام بوكس مارت وبرايتبرن، وكان من المتوقع أن يصل إجمالي أرباحه إلى حوالي 80 مليون دولار من 4476 مسرح خلال عطلة نهاية الأسبوع الافتتاحية التي استمرت أربعة أيام خلال يوم الذكرى الخاص به. بينما كانت ديزني تتوقع تحقيق 75 إلى 85 مليون دولار، كان بعض المتتبعين المستقلين قد توقعوا أن تهبط أرباح الفيلم إلى 65 مليون دولار أو تصعد إلى ما يقارب 100 مليون دولار. حقق الفيلم 31 مليون دولار في يومه الأول، بما في ذلك 7 ملايين دولار من معاينات ليلة الخميس، وهو ثاني أفضل مجموع من إعادة إنتاج أفلام ديزني الحية. انتهى المطاف بالفيلم بأداء تجاوز كل التوقعات، حيث حقق 91.5 مليون دولار في عطلة نهاية الأسبوع الافتتاحية التي استمرت لمدة ثلاثة أيام، و116.8 مليون دولار على مدى أربعة أيام خلال إطار يوم الذكرى الممتد. كان هذا ثالث أكبر افتتاح لعام 2019 في ذلك الوقت (بعد المنتقمون: نهاية اللعبة وكابتن مارفل)، وخامس أعلى يوم ذكرى إطلاق على الإطلاق، بالإضافة إلى كونه ثاني أفضل ظهور لسميث في مسيرته. ثم حقق الفيلم 11.9 مليون دولار في يومه الخامس، وهو أكبر يوم بعد الذكرى على الإطلاق. في عطلة نهاية الأسبوع الثانية، حقق الفيلم 42.3 مليون دولار، واحتل المركز الثاني، بعد الوافد الجديد غودزيلا: ملك الوحوش، ثم حقق 24.7 مليون دولار في عطلة نهاية الأسبوع الثالثة، واحتل المركز الثالث. احتفظ علاء الدين بالمركز الثالث في شباك التذاكر خلال عطلات نهاية الأسبوع الرابعة والخامسة بمبلغ 17.3 مليون دولار و13.2 مليون دولار على التوالي.
في جميع أنحاء العالم، كان من المتوقع أن يُحَقِق الفيلم 100إلى120 مليون دولار إضافية، بما في ذلك 10إلى20 مليون دولار في الصين. واستمر الفيلم في تحقيق إجمالي 123.2 مليون دولار من الأقاليم الأجنبية في عطلة نهاية الأسبوع الافتتاحية التي استمرت لمدة ثلاثة أيام، ليبلغ مجموعها العالمي 214.7 مليون دولار. كان الفيلم الأول في كل مناطق أمريكا اللاتينية وآسيا حين تم إصداره. أكبر الافتتاحات الدولية كانت في الصين (18.7 مليون دولار)، المكسيك (9.2 مليون دولار)، المملكة المتحدة (8.4 مليون دولار)، إيطاليا (6.6 مليون دولار)، وكوريا الجنوبية (6.5 مليون دولار). كما فاز بثاني أفضل افتتاح لعام 2019 في إيطاليا، إسبانيا، إندونيسيا والفيتنام. أما عن الهند، فقد ظهر لأول مرة بـ ₹ 220 مليون (3.1 مليون دولار أمريكي)، وهو ثالث أفضل افتتاح لفيلم أجنبي لذلك العام (بعد المنتقمون: نهاية اللعبة
وكابتن مارفل). بحلول يوم الاثنين، حقق الفيلم إطلاقًا عالميًا لمدة أربعة أيام بقيمة 255 مليون دولار. في نهاية الأسبوع الثاني من الإصدار الدولي، حقق الفيلم 78.3 مليون دولار من 54 دولة ، وبقي في المرتبة الأولى ل32 دولة. في عطلة نهاية الأسبوع الدولية الرابعة، ظلَّ علاء الدين رقم واحد في عشرين دولة. بحلول نهاية يونيو 2019، تجاوز الفيلم عيد الاستقلال (1996) ليصبح الفيلم الأكثر ربحًا في مسيرة ويل سميث. اعتبارًا من 19 أغسطس 2019، كانت أكبر خمسة أسواق دولية للفيلم هي اليابان (110.1 مليون دولار)، كوريا الجنوبية (90.4 مليون دولار)، الصين (53.5 مليون دولار)، المملكة المتحدة (46.4 مليون دولار) والمكسيك (32.5 مليون دولار).
كما تصدر شباك التذاكر في المملكة المتحدة لمدة أربعة أسابيع. في الشرق الأوسط، شهد أفضل افتتاح رمضاني على الإطلاق في كلٍ من الإمارات العربية المتحدة والأردن، واستمر ليصبح الإصدار الأعلى ربحًا على الإطلاق في الشرق الأوسط. في اليابان، ظهر الفيلم لأول مرة بمبلغ 12.9 مليون دولار، وهو أعلى افتتاح لفيلم أجنبي في نهاية الأسبوع، متجاوزًا فيلم المنتقمون: نهاية اللعبة. اعتبارًا من سبتمبر 2019، يعد هذا ثاني أعلى فيلم في اليابان (بعد أغير الطقس معك)، وواحد من أفضل 20 فيلمًا في اليابان على الإطلاق. في كوريا الجنوبية، حقق علاء الدين أكثر من 82 مليون دولار من مبيعات 11.4 مليون تذكرة اعتبارًا من يوليو 2019، مما يجعله ثالث أعلى فيلم أجنبي في العام وثاني أعلى فيلم أجنبي في كوريا الجنوبية، بالإضافة إلى ثالث أعلى فيلم أجنبي ربحًا من أي وقت مضى في كوريا الجنوبية وأعلى فيلم ديزني ربحًا (لا يشمل عالم مارفل السينمائي) على الإطلاق في كوريا الجنوبية.

## الانتقادات والتعليقات
حصل الفيلم على نسبة موافقة تبلغ 57 ٪ على موقع تجميع التعليقات روتن توميتوز، بناءً على 362 مراجعة بمتوسط تقييم 5.88 من أصل 10. وتم التصريح في الموقع أن «علاء الدين يعيد سرد القصة الكلاسيكية بمظهر ومهارة جيدين، حتى لو لم يصل إلى الروعة المبهرة فيلم الرسوم المتحركة الأصلية». أما على موقع ميتاكريتيك، فقد حصل الفيلم على متوسط قدره 53 من 100 بناءً على رأي 50 ناقدًا، وهو ما يمثل «تقييمًا متوسطًا». أعطت الجماهير التي استطلعت آراؤها سينماسكور الفيلم متوسط درجة «إي» على مقياس من إف إلى إي + ، بينما أعطاه الجمهور في بوستراك درجة إيجابية إجمالية قدرها 90٪ (بمتوسط 4.5 نجوم من 5).
أعطى ريتشارد روبر، وهو ناقد أفلام وكاتب لصحيفة شيكاغو سنتايمزالفيلم 3 من أصل 4 نجوم، مشيدًا بأداء سميث وسكوت ومسعود ووصفه بأنه «تحديث حي متلألئ ومشرق.» لخص بيتر ديبروج من مجلة فارايتي مراجعته بالقول: «واصل ويل سميث على خطى روبن ويليامز، وقدَّم موقفًا جديدًا لدور الجني في النسخة الجديدة بشكل مميز». أعطت مراجعة المجلة الروسية مير فانتاستيكي للمخرج بيكلو الفيلم درجة 8من أصل 10، قائلة إنه «ربما كان أفضل فيلم سينمائي جديد من إنتاج شركة ديزني إلى يومنا هذا.»
على الرغم من الإشادة بالممثلين، قال ويليام ببياني من الموقع الإخباري ذا راب عن الفيلم: «إذا لم تفكر في الأمر بعمق (على الرغم من أنك ربما ينبغي عليك ذلك)، فإن فيلم علاء الدين قد يسليك. لكنك تستطيع الإستمتاع أكثر بمشاهدة الفيلم الأصلي مرة أخرى، أو بالقيام ببعض أعمال البستنة الخفيفة، أو حتى عن طريق لعب الكلمات المتقاطعة». كريس نشواتي من انترتينمنت ويكلي أعطى الفيلم درجة سي +، وأعرب عن أسفه لأن هذا الفيلم لم يضف شيئًا جديدًا إلى سلفه الكرتوني لعام 1992، لكنه مع ذلك أشاد بأداء كلٍّ منسميث وسكوت. كتب مارك كينيدي من وكالة أسوشيتيد برس أن «جاي ريتشي ... يُعتبر اختيارًا غريبًا لقيادة فيلم موسيقي رومانسي كبير من ديزني وقد أثبت بالفعل أنه الرجل الخطأ لتلك المهمة ففيلم علاء الدين بين يدي ريتشي يشبه المومياء أكثر من ملكة الثلج.»

## مستقبل علاء الدين

### التتمة
في 12 أغسطس 2019، أعلن المنتج لين عن حماسه لتتمة الفيلم وكشف أن ديزني في المراحل الأولى من تطوير التتمة. يأمل الأستوديو أيضًا في إعادة استدعاء ريتشي للقيام بالإخراج والتوجيه وسميث لإعادة تمثيل دوره كـجيني الأزرق بينما يروي أيضًا قصة «جديدة ورائعة». وذكر المنتج لاحقًا أنهم إذا قاموا بعمل تكملة لعلاء الدين، فلن يكون ذلك تكيفًا مباشرًا لأفلام الرسوم المتحركة كعودة جعفر أو علاء الدين وملك اللصوص، ولكن يمكنهم استعارة بعض العناصر منها. قيل أيضًا أنهم سينظرون في مصادر مختلفة لقصة التتمة. في 12 فبراير 2020، أكدت مجلة فارييتي رسميًا أن هناك تكملة لفيلم علاء الدين على قيد التطوير، حيث قام جون جاتينز وأندريا بيرلوف بكتابة السيناريو. سيعود لين وإيريتش كمنتجين وسيقوم كلٌ من مينا مسعود، ويل سميث ونعومي سكوت بإعادة تمثيل أدوارهم السابقة. كما سيتم إضفاء الطابع الرسمي على التكملة بمجرد أن يكون لدى المنتجين قصة جيدة تليق بعلاء الدين 2.

### فيلم جديد محتمل
قبل عام من اتخاذ قرار بإعادة إنتاج علاء الدين، أصدرت ديزني إعلانًا في عام 2015 بأنها ستقدم عرضًا حيًا مسبقًا للفيلم المذكور أعلاه تحت عنوان جينييس. تم الإبلاغ عن أن الفيلم الجديد يركز على الجن وعالمهم ويكشف كيف انتهى المطاف بجني علاء الدين في المصباح. تم التعاقد مع الكاتبين مارك سويفت وداميان شانون لكتابة السيناريو، بينما يعمل تريب فينسون كمنتج للفيلم تحت شعار فينسون الخاص به.

### فيلم مُشتق آخر
في 6 ديسمبر 2019، أُعلن أن ديزني+ تطور فيلمًا عرضيًا يركز على الأمير أندرس وقصته الخاصة حيث كتب جوردان دن ومايكل كفامي السيناريو وتم استدعاء ماغنوسن لأداء دوره من جديد.

## وصلات خارجية
- مقالات تستعمل روابط فنية بلا صلة مع ويكي بيانات
- علاء الدين على قاعدة بيانات الأفلام على الإنترنت

لا توجد روابط لمواقع التواصل الاجتماعي.